# (5460) Tsénaatʼaʼí
(5460) Tsénaatʼaʼí (nom provisoire 1983 AW) est un astéroïde  découvert le 12 janvier 1983 par l'astronome américain Brian A. Skiff depuis la station Anderson Mesa de l'observatoire Lowell à Flagstaff  (Arizona).
Son nom, qui signifie « pierre qui vole » en langue navajo, lui a été donné en reconnaissance du rôle de la langue et de la culture des Navajos en Arizona du nord.